# Giancarlo Dettori
Giancarlo Dettori (Cagliari, 5 aprile 1932) è un attore italiano.

## Biografia
Trasferitosi a Roma, frequenta l'Accademia nazionale d'arte drammatica. È attore di prosa, televisione e cinema, oltre ad avere avuto svariate esperienze di conduttore radiofonico ed anche protagonista di diverse commedie e radiodrammi Rai. Il 5 aprile 1975 nei panni di Guglielmo Tell partecipo' a "Le Interviste Impossibili" trasmissione del Secondo Programma Radiorai dove uomini di cultura contemporanei fingono di trovarsi a intervistare dei fantasmi di persone appartenute ad un'altra epoca impossibili da incontrare nella realtà, un cosiddetto "colloquio fantastico postumo", il suo personaggio dialogo' con lo scrittore Umberto Simonetta per la regia di Andrea Camilleri. Nel luglio 1975 Dettori fu al microfono di "Voi ed Io" lo storico programma di intrattenimento del mattino sul Programma Nazionale Radiorai per un intero mese dal lunedì al sabato dalle 9 alle 11,10 e successivamente del varietà radiofonico "Via Asiago Tenda" in onda su Radiouno Radiorai dal lunedì al venerdì dalle 13.30 alle 15.00 in varie edizioni (1981,1982,1984,1989).
Attore prevalentemente teatrale, a partire dal 1957 e per i seguenti quattro decenni ha fatto parte di numerosissime produzioni del Piccolo Teatro di Milano sotto la direzione di Giorgio Strehler, a partire dallo storico Arlecchino servitore di due padroni di Carlo Goldoni in cui interpreta un gustoso Silvio Lombardi ricco di lazzi e improvvisazioni.                                                                                              
Per la televisione, nel 1976 presenta, con Enza Sampò, il varietà Insieme, facendo finta di niente mentre nel 1984 ha condotto, insieme a Marina Perzy, la seconda edizione del quiz televisivo Giallo sera. Nel 1982 partecipò alla serie televisiva Casa Cecilia.
Ha sposato l'attrice Franca Nuti.

## Filmografia

### Cinema
- Una storia milanese, regia di Eriprando Visconti (1962)
- Tre nel mille, regia di Franco Indovina (1969)
- L'affittacamere, regia di Mariano Laurenti (1976)
- La pretora, regia di Lucio Fulci (1976)
- Maledetto il giorno che t'ho incontrato, regia di Carlo Verdone (1992)
- Quattro bravi ragazzi, regia di Claudio Camarca (1993)
- Storie di seduzione, regia di Antonio Maria Magro (1994)
- Gli sdraiati, regia di Francesca Archibugi (2017)

### Televisione
- Dossier Mata Hari, regia di Mario Landi (1967)
- I fratelli Karamazov, regia di Sandro Bolchi (1969)
- Antonio Meucci cittadino toscano contro il monopolio Bell, regia di Daniele D'Anza (1970)
- Storie dell'anno mille, regia di Franco Indovina (1970)
- L'altro (Alexander Zwo), regia di Franz Peter Wirth (1972)
- Appuntamento a Senlis, di Jean Anouilh, regia di Fulvio Tolusso trasmesso nel 1972.
- Puccini, sceneggiato Tv, regia di Sandro Bolchi (1973)
- Camilla, regia di Sandro Bolchi (1976)
- L'enigma delle due sorelle, regia di Mario Foglietti (1979)
- La commediante veneziana, regia di Salvatore Nocita (1979)
- Casa Cecilia, regia di Vittorio De Sisti (1982-1987)
- La vigna di uve nere, regia di Sandro Bolchi (1984)
- La ragazza dell'addio, regia di Daniele D'Anza (1984)
- Professione vacanze, regia di Vittorio De Sisti (1986)
- Una storia qualunque, regia di Alberto Simone (2000)

## Teatro
- Coriolano di William Shakespeare, regia di Giorgio Strehler, prima al Piccolo Teatro di Milano il 9 novembre 1957.
- L'opera da tre soldi di Bertold Brecht, regia di Giorgio Strehler, prima al Piccolo Teatro di Milano il 15 novembre 1958.
- Arlecchino servitore di due padroni di Carlo Goldoni, regia di Giorgio Strehler, prima al Piccolo Teatro di Milano il 24 giugno 1973.

## Doppiaggio

### Cinema
- Steve Martin in  Il segreto di Joe Gould
- H.B. Warner in Bulldog Drummond in Africa (doppiaggio tardivo)

### Televisione
- Cyril Cusack in La commedia degli errori
- Paul Eddington in Yes Minister

## Prosa radiofonica
- Il viaggio, commedia di Georges Shèadé, regia di Flaminio Bollini, trasmessa il 8 giugno 1962
- L'augellini belvedere, di Carlo Gozzi, regia di Vittorio Sermonti